# Stenopsyche marmorata
Stenopsyche marmorata är en nattsländeart som beskrevs av Luisa Eugenia Navas 1920. Stenopsyche marmorata ingår i släktet Stenopsyche och familjen Stenopsychidae. Utöver nominatformen finns också underarten S. m. insularis.